# Kvaløya (Finnmark)
Kvaløya (płn.-lap. Fálá) – wyspa w Finnmark w Norwegii. Jej powierzchnia wynosi 336 km², jest podzielona między gminy Hammerfest i Kvalsund. Miasto Hammerfest leży na zachodnim brzegu wyspy. Na wyspie leżą także wioski Forsøl, Rypefjord i Stallogargo.
Przez wyspę biegnie droga krajowa nr 94, która przecina Most Kvalsund w południowej części wyspy. Istnieje połączenie promowe między Kvaløyą a wyspą Seiland. Najwyższym punktem na wyspie jest Svartfjellet (629 m n.p.m.).